# 校書殿

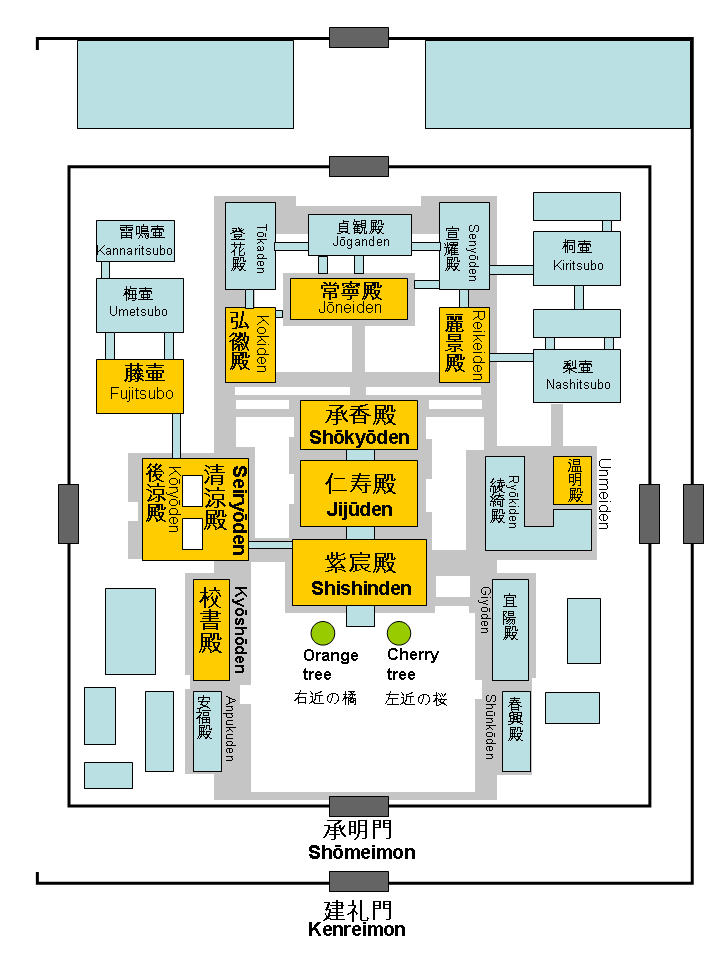
平安京内裏図

校書殿（きょうしょでん）とは、平安京の内裏における殿舎のひとつ。
内裏の南西にあり、紫宸殿の西、清涼殿の南に位置する。南北九間、東西二間の母屋の四面に廂をつけ、東向きの建物であった。
校書殿西廂の北には蔵人所が置かれ、西廂の南には書籍、文書を整理する校書所が置かれていた。また、東廂の南には右近衛府の職員の詰め所である右近陣座（うこんのじんのざ）が置かれた。
文書の管理が行われていたので文殿とも呼ばれた。また、調度品などを納めて置く場でもあったので納殿とも呼ばれた。さらに弓の練習をする射場を観覧する場所でもあったことから弓場殿とも呼ばれた。